# Mianmar a 2020. évi nyári olimpiai játékokon
Mianmar a japán Tokióban megrendezett 2020. évi nyári olimpiai játékok egyik részt vevő nemzete volt. Az országot az olimpián 2 sportágban 2 sportoló képviselte, akik érmet nem szereztek.

## Sportlövészet
Férfi
| Versenyző    | Versenyszám | Selejtező | Selejtező | Döntő   | Döntő    |
| Versenyző    | Versenyszám | Pont      | Helyezés  | Pont    | Helyezés |
| ------------ | ----------- | --------- | --------- | ------- | -------- |
| Ye Tun Naung | Légpisztoly | 576       | 14.       | kiesett | kiesett  |

## Tollaslabda
| Versenyző        | Versenyszám | Csoportkör                                                                               | Csoportkör | Nyolcaddöntő      | Negyeddöntő       | Elődöntő          | Bronz- mérkőzés   | Döntő             | Helyezés |
| Versenyző        | Versenyszám | Ellenfél Eredmény                                                                        | Hely.      | Ellenfél Eredmény | Ellenfél Eredmény | Ellenfél Eredmény | Ellenfél Eredmény | Ellenfél Eredmény | Helyezés |
| ---------------- | ----------- | ---------------------------------------------------------------------------------------- | ---------- | ----------------- | ----------------- | ----------------- | ----------------- | ----------------- | -------- |
| Thet Htar Thuzar | Női egyes   | M csoport · Gregoria Mariska Tunjung (INA) · 11–21, 8–21 · Lianne Tan (BEL) · 6–21, 8–21 | 3.         | kiesett           | kiesett           | kiesett           | kiesett           | kiesett           | 15.      |